# OGLE-TR-132
OGLE-TR-132 es una estrella distante del Sol unos 4900 años luz, que se encuentra en la constelación de Carina. Tiene una débil magnitud aparente de 15,72. La estrella ha sido clasificada como una estrella blanco-amarilla de la secuencia principal, del tipo espectral F, con una alta metalicidad, siendo un poco más caliente y luminosa que el Sol. Dado que la estrella es tan débil, lejana, y está localizada en las regiones superpobladas del espacio, no presentaba ninguna característica especial, y no había sido catalogada anteriormente.
En 2002, durante una búsqueda de materia oscura del Experimento de lente óptica gravitacional (OGLE) fue detectada una disminución periódica en su brillo, que indicaba la posible presencia de un Planeta realizando tránsitos astronómicos, aunque esto no podía ser confirmado preliminarmente, pues el fenómeno también puede ser producido por la presencia de un sistema estelar binario, con una estrella enana marrón o roja. Luego, en 2004, pudo ser comprobada la existencia del planeta extrasolar del tipo Júpiter caliente, OGLE-TR-132b, por medio de mediciones de la velocidad radial de la estrella.